# سیم ضبط صدا

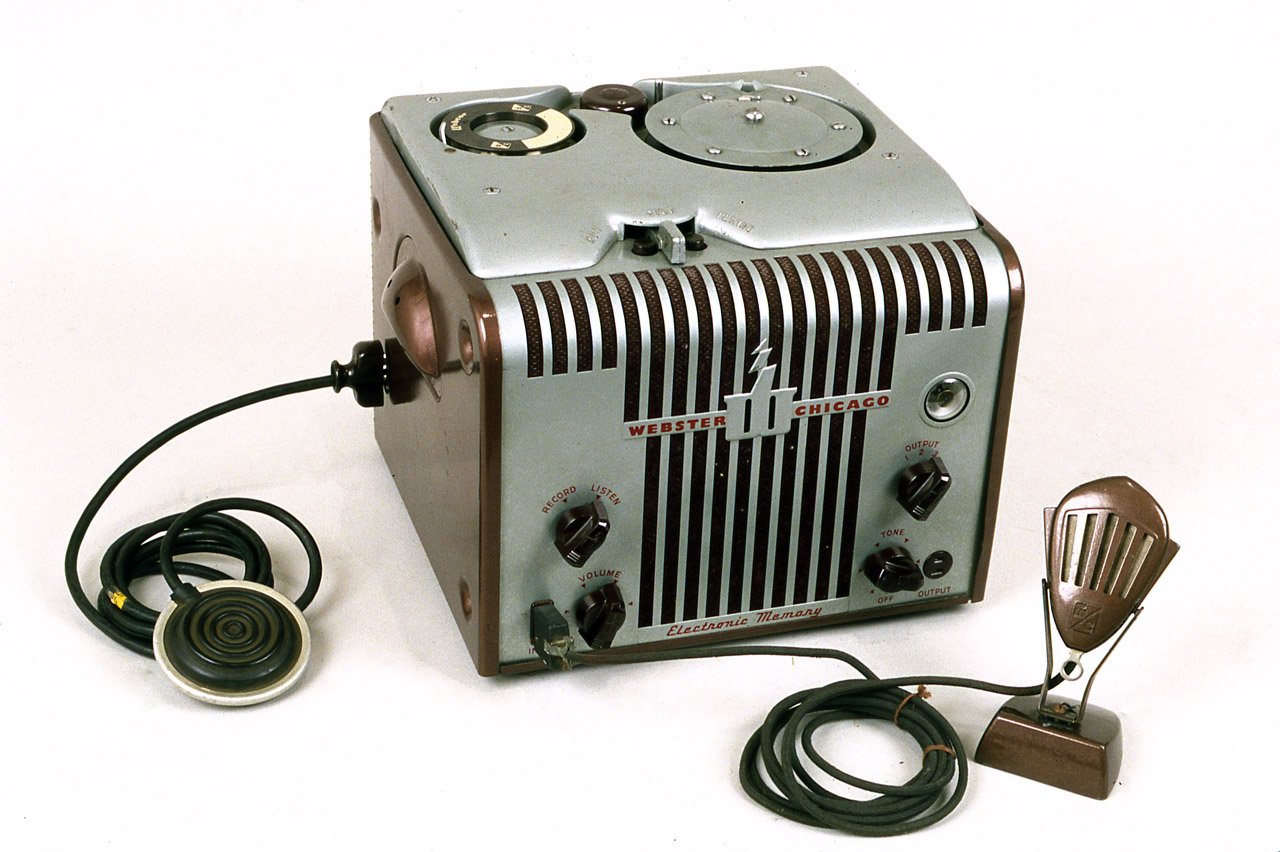
یک ضبط صوت سیمی ساخت «وبستر- شیکاگو» مدل ۷ که از سال ۱۹۴۸ به بازار عرضه شد

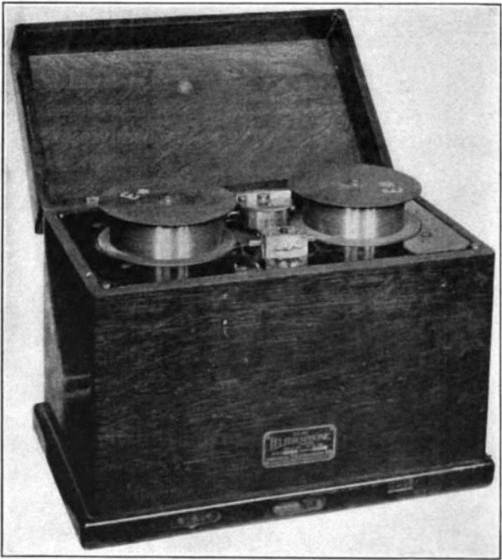
Poulsen دستگاه ضبط صدای تلگرافون پولسین که سال ۱۹۲۲ عرضه شد

سیم ضبط صدا یا سیم مغناطیسی (انگلیسی: Wire recording) نخستین تکنولوژی ضبط آنالوگ مغناطیسی؛ ذخیره‌سازی صدا پیش از نوار مغناطیسی، که ضبط مغناطیسی صدا بر روی سیم نازک فولادی انجام می‌شد. نمونه اولیه این دستگاه توسط ولدیمار پولسین در سال ۱۸۹۸ اختراع شد.